# 曼島綠黨
曼島綠黨是曼島的一個綠黨，由安德魯·蘭根-牛頓於2016年8月創立。他與副黨魁拉馬拉·克萊恩一起仍然領導該黨。

## 概要
曼島綠黨在地方政府一級的選舉取得了成功，在2018年的補選中贏得了第一個席位，如今該黨在4個不同的地方政府中擁有4名當選成員。該黨提議為曼島公民提供一個論壇，以發起一場尋求曼島政治變革和方向的運動。
曼島綠黨採納了全球綠色憲章的六項指導原則：
•生態智慧
•社會正義
•參與式民主
•非暴力
•永續發展
•尊重多樣性
曼島綠黨是一個獨立的政黨，與英格蘭綠黨和威爾斯綠黨、蘇格蘭綠黨或綠黨（愛爾蘭）等其他國家的綠黨沒有直接聯繫。曼島綠黨是曼島的四個政黨之一，曼島是典型的獨立政治候選人參選之島嶼。曼島上的其他三個政黨是曼島工黨、自由曼恩黨和梅克曼恩黨。
曼島綠黨定期舉行一系列活動和會議，其中包括自2018年以來的年度黨員大會，其中包括黨員年度大會，然後是向公眾和準黨員開放的大會。